# Royal National Park
Royal National Park, även känd som Nasho och the Royal, är en nationalpark belägen nära staden Sydney i New South Wales i Australien. Royal National Park bildades 1879 och är Australiens äldsta och världens näst äldsta nationalpark. Sedan 15 december 2006 är nationalparken med på Australiens kulturskyddsregister National Heritage List.
Den före detta järnvägsstationen The Royal National Park Railway Station, som numera används av spårvagnsmuseet Sydney Tramway Museum, är belägen i nationalparken.